# Залісся (заказник)
Залі́сся — загальнозоологічний заказник місцевого значення в Україні. Розташований між селами Урмань та Розгадів Тернопільського району.
Площа 280 га. Перебуває у віданні Урманської (160 га) та Розгадівської (120 га) сільрад. Створений відповідно до рішення виконкому Тернопільської обласної ради від 30 червня 1986 року, № 198.
Під охороною — численна мисливська фауна: заєць сірий, сарна європейська і лисиця звичайна, куниця лісова, куріпка сіра, борсук лісовий (вид занесений до Червоної книги України), свиня дика, олень благородний.
Рішенням Тернопільської обласної ради від 22 липня 1998 року, № 15, мисливські угіддя надані у користування 3борівській та Бережанській районним організаціям УТМР як постійно діюча ділянка з охорони, збереження та відтворення мисливської фауни.